# Oreopanax klugii
Oreopanax klugii är en araliaväxtart som beskrevs av Hermann Harms. Oreopanax klugii ingår i släktet Oreopanax och familjen Araliaceae. Inga underarter finns listade.